# Venance Zézé
Pour les articles homonymes, voir Zeze.
Venance Zézé, dit Zézéto, né le 17 juin 1981, est un footballeur international ivoirien.

## Biographie
Footballeur issu de la célèbre Académie créée par Jean-Marc Guillou, Zezeto est considéré comme l'un des joueurs les plus prometteurs de sa génération en Côte d'Ivoire lorsqu'il quitte son pays pour rejoindre le club de Beveren en Belgique à l'âge de 21 ans durant l'été 2001. Le milieu de terrain est à cette époque le premier joueur issu du centre de formation de l'ASEC à être sélectionné chez les Éléphants. 
En Belgique, il alterne les bonnes périodes et les périodes de blessure. Après avoir joué à La Gantoise et au FCM Brussels, il signe au Metalurg Donetsk puis au Metalist Kharkiv. 
En Ukraine, il est très vite considéré comme un des meilleurs joueurs du championnat mais ne parvient pas à retrouver l'équipe nationale. À vingt-neuf ans, il évolue actuellement dans le championnat de Finlande, au FF Jaro et est le meilleur buteur de son équipe. 
De 2000 à 2001, Venance Zézé  est sélectionné à sept reprises pour la Côte d'Ivoire (pour un but).